# 標津川
標津川（しべつがわ）は、北海道東部根室振興局管内を流れる二級河川。標津川水系の本流である。

## 地理
北海道標津郡中標津町の斜里郡清里町との境界にある標津岳に源を発し、根釧台地を南東に流れる。ケネカ川を合わせ北東よりに向きを変え、標津郡標津町の野付半島の北でオホーツク海に注ぐ。全長約77.9 km。流域面積は約671 km2。
直線化された流れの蛇行を復元する工事が2002年に行われ、直線化された際に残された三日月湖を本流に接続する方法で実施された。直線化された河川の蛇行を復元するのはこれが日本初のケースであった。現場は蛇行復元試験地と呼ばれている。

## 川名の由来
アイヌ語の「シペッ（si-pet）」（大・川）より。別説として「シペオッ（sipe-ot）」（鮭・多くいる）とするものもあるが、前述の説が妥当性が高い。

## 流域の市町村
北海道
根室振興局標津郡標津町、中標津町

## 支流
- 右の沢川
- モシベツ川
- パウシベツ川
- モアン川
- ケネカ川
- 鱒川
- 荒川
- ポン俣落川
- 俣落川
- ショカンナイ川
- タワラマップ川
- マスミ川
- チナナ川
- 標津共成川
- ペウレベツ川
- 武佐川

## 主な橋梁
- 上標津橋
- 西竹橋
- 広栄橋
- 緑豊橋 - 北海道道833号俣落西五条線
- 中標津大橋 - 北海道道69号中標津空港線
- 東橋
- 真橋
- 俵橋
- 共成橋
- 大草原橋
- サーモン橋 - 北海道道863号川北茶志骨線
- 標津大橋 - 国道244号